# Brévainville
Brévainville est une commune française située dans le département de Loir-et-Cher en région Centre-Val de Loire.
Localisée au nord du département, la commune fait partie de la petite région agricole « la Beauce », une vaste étendue de cultures céréalières, oléagineuses (colza) et protéagineuses (pois, féverolle, lupin), avec également de la betterave sucrière, et de la pomme de terre. Elle est drainée par le Loir et par un petit cours d'eau.
L'occupation des sols est marquée par l'importance des espaces agricoles et naturels qui occupent la quasi-totalité du territoire communal. Aucun espace naturel présentant un intérêt patrimonial n'est toutefois recensé sur la commune dans l'inventaire national du patrimoine naturel. En 2010, l'orientation technico-économique de l'agriculture sur la commune est la culture des céréales et des oléoprotéagineux. À l'instar du département qui a vu disparaître le quart de ses exploitations en dix ans, le nombre d'exploitations agricoles a fortement diminué, passant de 8 en 1988, à 16 en 2000, puis à 16 en 2010.
Avec 170 habitants en 2017, la commune fait partie des 31 communes les plus faiblement peuplées de Loir-et-Cher.
Le patrimoine architectural de la commune comprend deux bâtiments portés à l'inventaire des monuments historiques : l'église Saint-Claude, inscrite en 1948, et le dolmen des Grosses-Pierres, classé en 1889.

## Géographie

### Localisation et communes limitrophes
La commune de Brévainville se trouve au nord du département de Loir-et-Cher, dans la petite région agricole de la Beauce,. À vol d'oiseau, elle se situe à 40,5 km  de Blois, préfecture du département, à 24,1 km de Vendôme, sous-préfecture, et à 36,4 km de Savigny-sur-Braye, chef-lieu du canton du Perche dont dépend la commune depuis 2015. La commune fait en outre partie du bassin de vie de Cloyes-sur-le-Loir.
Les communes les plus proches sont : Saint-Jean-Froidmentel (3,3 km) , Romilly-sur-Aigre (3,3 km) (Eure-et-Loir), Charray (3,8 km) (Eure-et-Loir), Ouzouer-le-Doyen (4,3 km) , Moisy (4,9 km) , La Ferté-Villeneuil (5,5 km) (Eure-et-Loir), Autheuil (5,9 km) (Eure-et-Loir), Cloyes-sur-le-Loir (6,1 km) (Eure-et-Loir) et Saint-Hilaire-la-Gravelle (6,5 km).

### Paysages et relief
Dans le cadre de la Convention européenne du paysage, adoptée le 20 octobre 2000 et entrée en vigueur en France le 1er juillet 2006, un atlas des paysages de Loir-et-Cher a été élaboré en 2010 par le CAUE de Loir-et-Cher, en collaboration avec la DIREN Centre (devenue DREAL en 2011), partenaire financier. Les paysages du département s'organisent ainsi en huit grands ensembles et 25 unités de paysage,. La commune fait partie de l'unité de paysage de « la Beauce ».
La fertile Beauce, qui couvre pas moins de six cent mille hectares, est un vaste plateau, essentiellement consacré aux grandes cultures (céréales, colza, betterave sucrière). En Loir-et-Cher, la Beauce s'avance jusqu'à Blois, bordée au nord par le Loir et au sud par la Loire, couvrant un septième du département. Ses paysages épurés et ouverts sur le ciel contrastent avec les vertes collines Percheronnes au nord et surtout avec les grandes forêts Solognotes au sud.
L'altitude du territoire communal varie de 88 mètres à 144 mètres,.

### Hydrographie

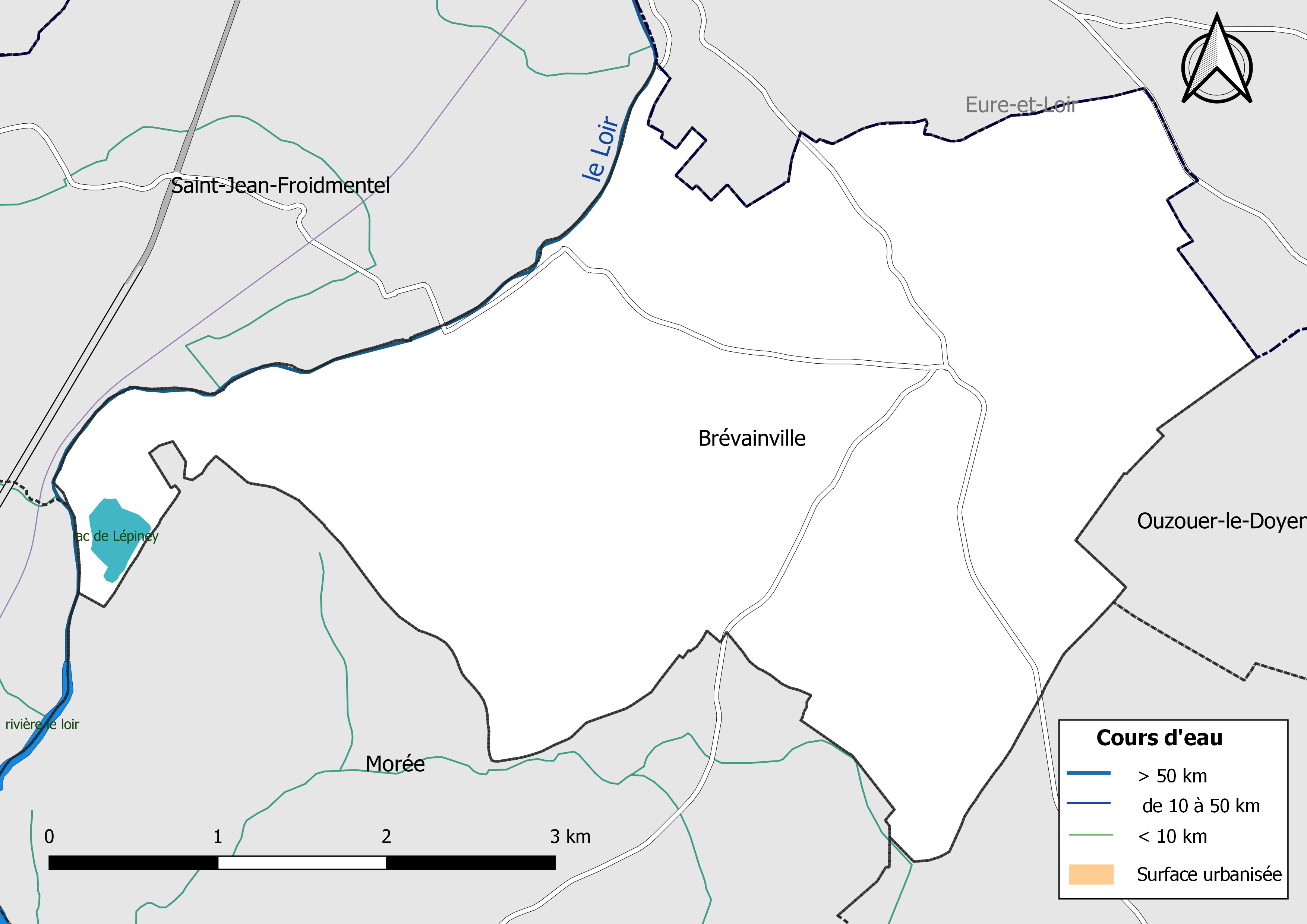
Réseau hydrographique de Brévainville.

La commune est drainée par le Loir (3,217 km) et par un petit cours d'eau, constituant un réseau hydrographique de 3,24 km de longueur totale.
Le Loir longe la commune sur son flanc nord-ouest et coule du nord-est vers le sud-ouest. D'une longueur totale de 317,4 km, il prend sa source dans la commune de Champrond-en-Gâtine (Eure-et-Loir) et se jette  dans la Sarthe à Briollay (Maine-et-Loire), après avoir traversé 86 communes. 
Sur le plan piscicole, ce cours d'eau est classé en deuxième catégorie, où le peuplement piscicole dominant est constitué de poissons blancs (cyprinidés) et de carnassiers (brochet, sandre et perche).

### Climat
Pour des articles plus généraux, voir Climat du Centre-Val de Loire et Climat de Loir-et-Cher.
En 2010, le climat de la commune est de type climat océanique dégradé des plaines du Centre et du Nord, selon une étude du CNRS s'appuyant sur une série de données couvrant la période 1971-2000. En 2020, Météo-France publie une typologie des climats de la France métropolitaine dans laquelle la commune est exposée à un climat océanique altéré et est dans la région climatique Moyenne vallée de la Loire, caractérisée par une bonne insolation (1 850 h/an) et un été peu pluvieux.
Pour la période 1971-2000, la température annuelle moyenne est de 10,9 °C, avec une amplitude thermique annuelle de 15,1 °C. Le cumul annuel moyen de précipitations est de 663 mm, avec 10,9 jours de précipitations en janvier et 7,4 jours en juillet. Pour la période 1991-2020, la température moyenne annuelle observée sur la station météorologique de Météo-France la plus proche, « Châteaudun », sur la commune de Jallans à 15 km à vol d'oiseau, est de 11,5 °C et le cumul annuel moyen de précipitations est de 603,3 mm,. Pour l'avenir, les paramètres climatiques de la commune estimés pour 2050 selon différents scénarios d'émission de gaz à effet de serre sont consultables sur un site dédié publié par Météo-France en novembre 2022.

### Milieux naturels et biodiversité
Aucun espace naturel présentant un intérêt patrimonial n'est recensé sur la commune dans l'inventaire national du patrimoine naturel,,.

## Urbanisme

### Typologie
Au 1er janvier 2024, Brévainville est catégorisée commune rurale à habitat très dispersé, selon la nouvelle grille communale de densité à sept niveaux définie par l'Insee en 2022.
Elle est située hors unité urbaine et hors attraction des villes,.

### Occupation des sols
L'occupation des sols est marquée par l'importance des espaces agricoles et naturels (100 %). La répartition détaillée ressortant en 2012 de la base de données européenne d'occupation biophysique des sols Corine Land Cover est la suivante : 
terres arables (73,4 %), 
zones agricoles hétérogènes (1,8 %), 

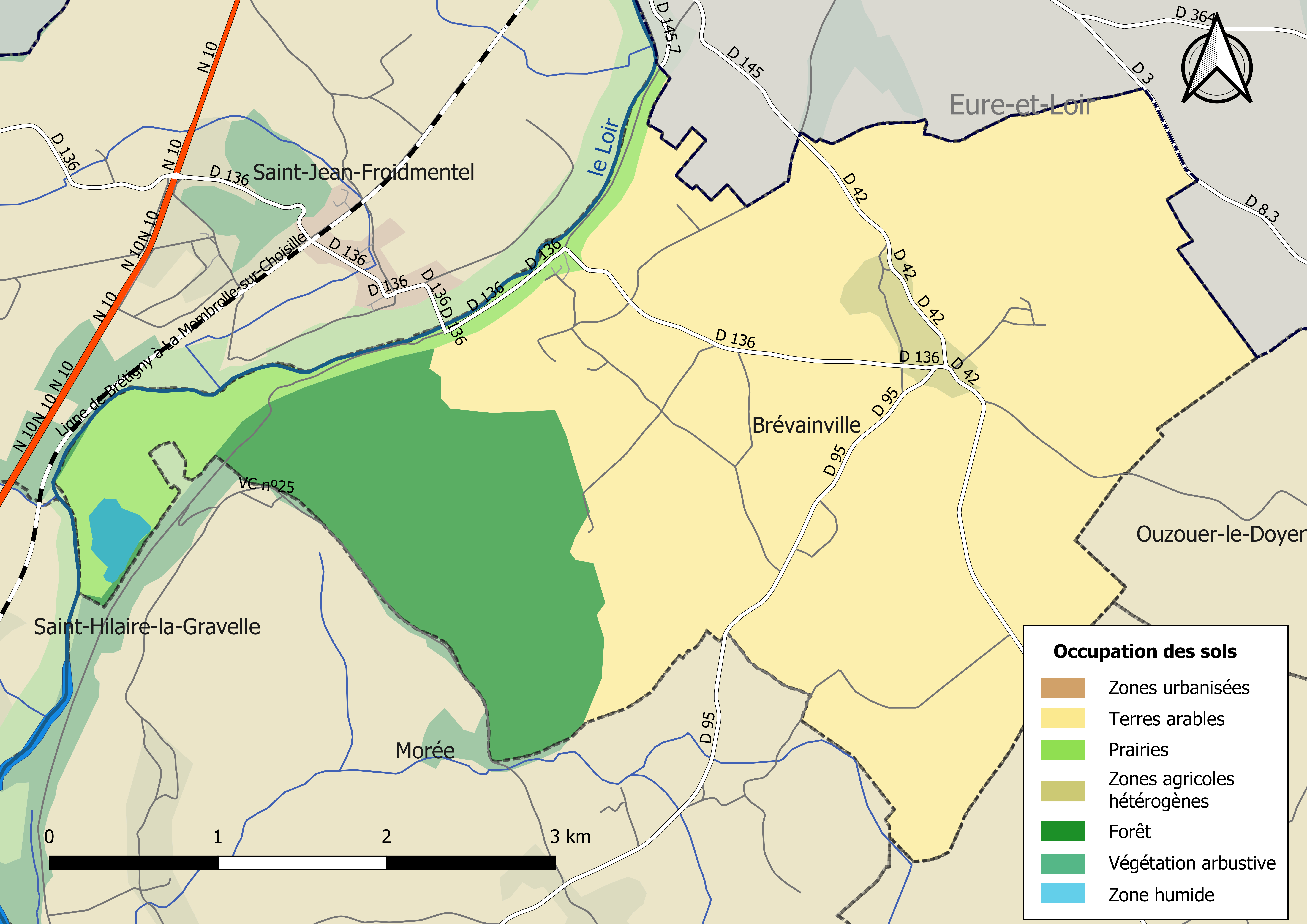
Carte des infrastructures et de l'occupation des sols de la commune en 2018 (CLC).

forêts (18 %), 
prairies (6,9 %).

### Planification
La loi SRU du 13 décembre 2000 a incité fortement les communes à se regrouper au sein d'un établissement public, pour déterminer les partis d'aménagement de l'espace au sein d'un SCoT, un document essentiel d'orientation stratégique des politiques publiques à une grande échelle. La commune est dans le territoire du  SCOT des Territoires du Grand Vendômois, approuvé en 2006 et dont la révision a été prescrite en 2017, pour tenir compte de l'élargissement de périmètre,.
En matière de planification, la commune, en 2017, avait engagé l'élaboration d'un plan local d'urbanisme. Par ailleurs, à la suite de la loi ALUR (loi pour l'accès au logement et un urbanisme rénové) de mars 2014, un plan local d'urbanisme intercommunal couvrant le territoire de la communauté de communes du Perche et Haut Vendômois a été prescrit le 9 décembre 2015.

### Habitat et logement
Le tableau ci-dessous présente la typologie des logements à Brévainville en 2016 en comparaison avec celle du Loir-et-Cher et de la France entière. Une caractéristique marquante du parc de logements est ainsi une proportion de résidences secondaires et logements occasionnels (38,7 %) supérieure à celle du département (18 %) et à celle de la France entière (9,6 %). Concernant le statut d'occupation de ces logements, 88,5 % des habitants de la commune sont propriétaires de leur logement (87,1 % en 2011), contre 68,1 % pour le Loir-et-Cher et 57,6 pour la France entière.
|                                                         | Brévainville | Loir-et-Cher | France entière |
| ------------------------------------------------------- | ------------ | ------------ | -------------- |
| Résidences principales (en %)                           | 47,9         | 74,5         | 82,3           |
| Résidences secondaires et logements occasionnels (en %) | 38,7         | 18           | 9,6            |
| Logements vacants (en %)                                | 13,5         | 7,5          | 8,1            |

### Risques majeurs

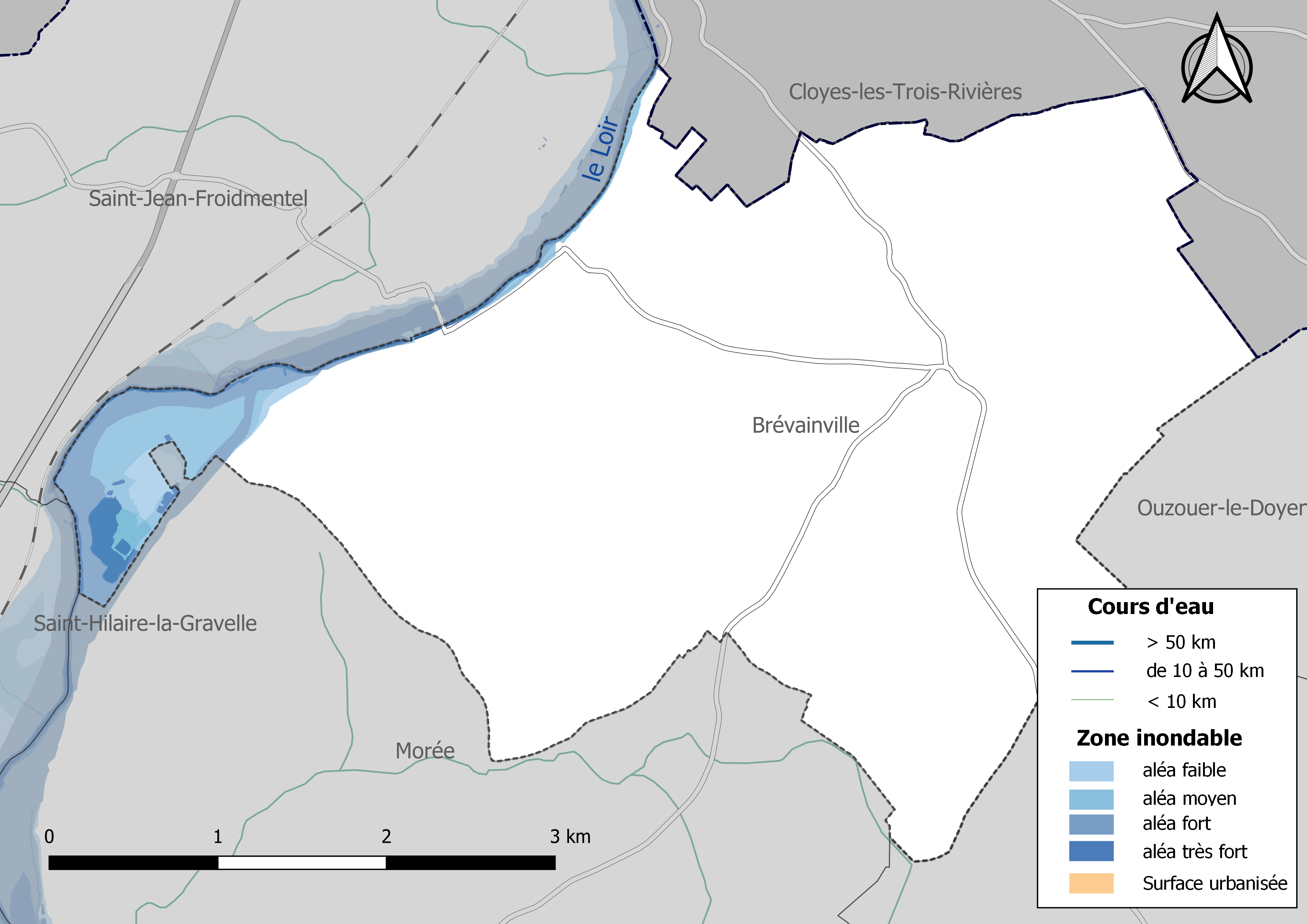
Zones inondables de la commune de Brévainville.

Le territoire communal de Brévainville est vulnérable à différents aléas naturels : inondations (par débordement du Loir), climatiques (hiver exceptionnel ou canicule), mouvements de terrains ou sismique (sismicité très faible),.
Les mouvements de terrains susceptibles de se produire sur la commune sont soit des mouvements liés au retrait-gonflement des argiles, soit des chutes de blocs, soit des glissements de terrains. Le phénomène de retrait-gonflement des argiles est la conséquence d'un changement d'humidité des sols argileux. Les argiles sont capables de fixer l'eau disponible mais aussi de la perdre en se rétractant en cas de sécheresse. Ce phénomène peut provoquer des dégâts très importants sur les constructions (fissures, déformations des ouvertures) pouvant rendre inhabitables certains locaux. La carte de zonage de cet aléa peut être consultée sur le site de l'observatoire national des risques naturels Georisques.
Les crues du Loir sont moins importantes que celles de la Loire, mais elles peuvent provoquer des dégâts importants. Les crues historiques sont celles de 1665 (4 m à l'échelle de Vendôme), 1784 (2,84 m), 1961 (2,90 m) et 2004 (2 m). Le débit maximal historique est de 256 m3/s et caractérise une crue de retour cinquantennal. Le risque d'inondation est pris en compte dans l'aménagement du territoire de la commune par le biais du Plan de prévention du risque inondation (PPRI) du Loir.

## Toponymie
Au cours de la Révolution française, la commune porta provisoirement le nom de Brévain-Commune.

## Histoire

### Origines
Le site de la commune a été habité dès l'Antiquité car des habitats gaulois ont été identifiés. Au Moyen Âge, la seigneurie de Brévainville appartient d'abord à l'abbaye Saint-Florentin de Bonneval, puis elle est revendue plusieurs fois passant entre les mains des seigneurs de la Brière, de Bourville et enfin de Saunay.

### Révolution française et Empire

#### Nouvelle organisation territoriale
Le décret de l'Assemblée nationale du 12 novembre 1789 décrète qu'« il y aura une municipalité dans chaque ville, bourg, paroisse ou communauté de campagne », mais ce n'est qu'avec le décret de la Convention nationale du 10 brumaire an II (31 octobre 1793) que la paroisse de Brévainville devient formellement « commune de Brévainville »,.
En 1790, dans le cadre de la création des départements, la municipalité est rattachée au canton de Morée et au district de Vendôme. Les cantons sont supprimés, en tant que découpage administratif, par une loi du 26 juin 1793, et ne conservent qu'un rôle électoral, permettant l'élection des électeurs du second degré chargés de désigner les députés,. La Constitution du 5 fructidor an III, appliquée à partir de vendémiaire an IV (1795) supprime les districts, considérés comme des rouages administratifs liés à la Terreur, mais maintient les cantons qui acquièrent dès lors plus d'importance en retrouvant une fonction administrative. Enfin, sous le Consulat, un redécoupage territorial visant à réduire le nombre de justices de paix ramène le nombre de cantons en Loir-et-Cher de 33 à 24. Brévainville est alors rattachée au canton de Morée et à l'Arrondissement de Vendôme par arrêté du 5 vendémiaire an X (26 septembre 1801),,. Cette organisation va rester inchangée pendant près de 150 ans.

### Époque contemporaine
La réunion réalisée de Saint-Claude-Froidmentel avec Brévainville a été décidé par le décret impérial du 3 juin 1811 en raison du faible nombre d'habitants, 180 dans chaque commune.
En 1908, la commune ne possède encore qu'une école mixte qui est rapidement décomposée en deux classes. La vie locale comporte plusieurs fêtes traditionnelles au cours du XXe siècle dont le taureau-piscine.

## Politique et administration

### Découpage territorial
La commune de Brévainville est membre de la communauté de communes du Perche et Haut Vendômois, un établissement public de coopération intercommunale (EPCI) à fiscalité propre créé le 1er janvier 2014.
Elle est rattachée sur le plan administratif à l'arrondissement de Vendôme, au département de Loir-et-Cher et à la région Centre-Val de Loire, en tant que circonscriptions administratives. Sur le plan électoral, elle est rattachée au canton du Perche depuis 2015 pour l'élection des conseillers départementaux et à la Troisième circonscription de Loir-et-Cher pour les élections législatives.

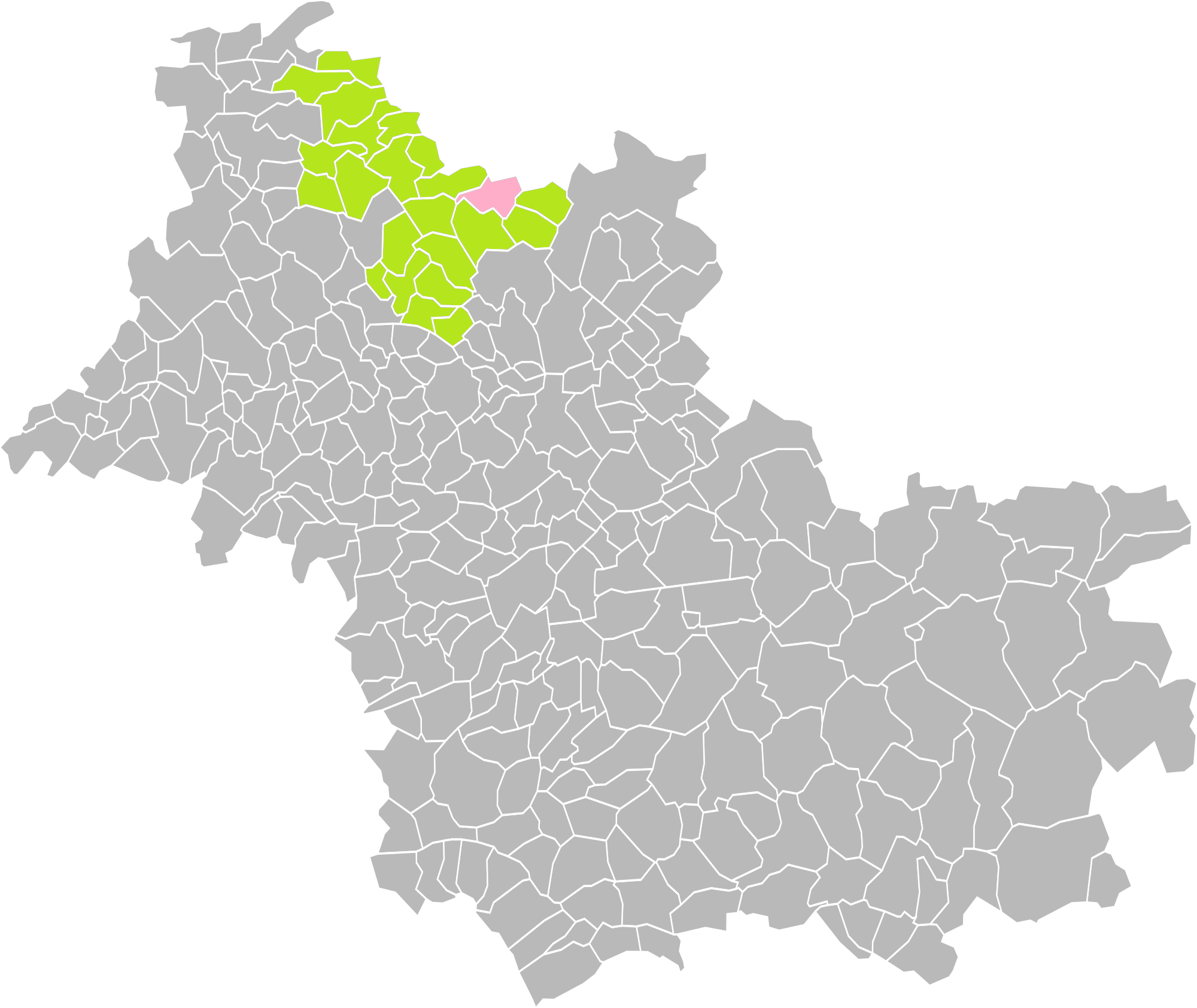
Brévainville dans l'intercommunalité en 2016.
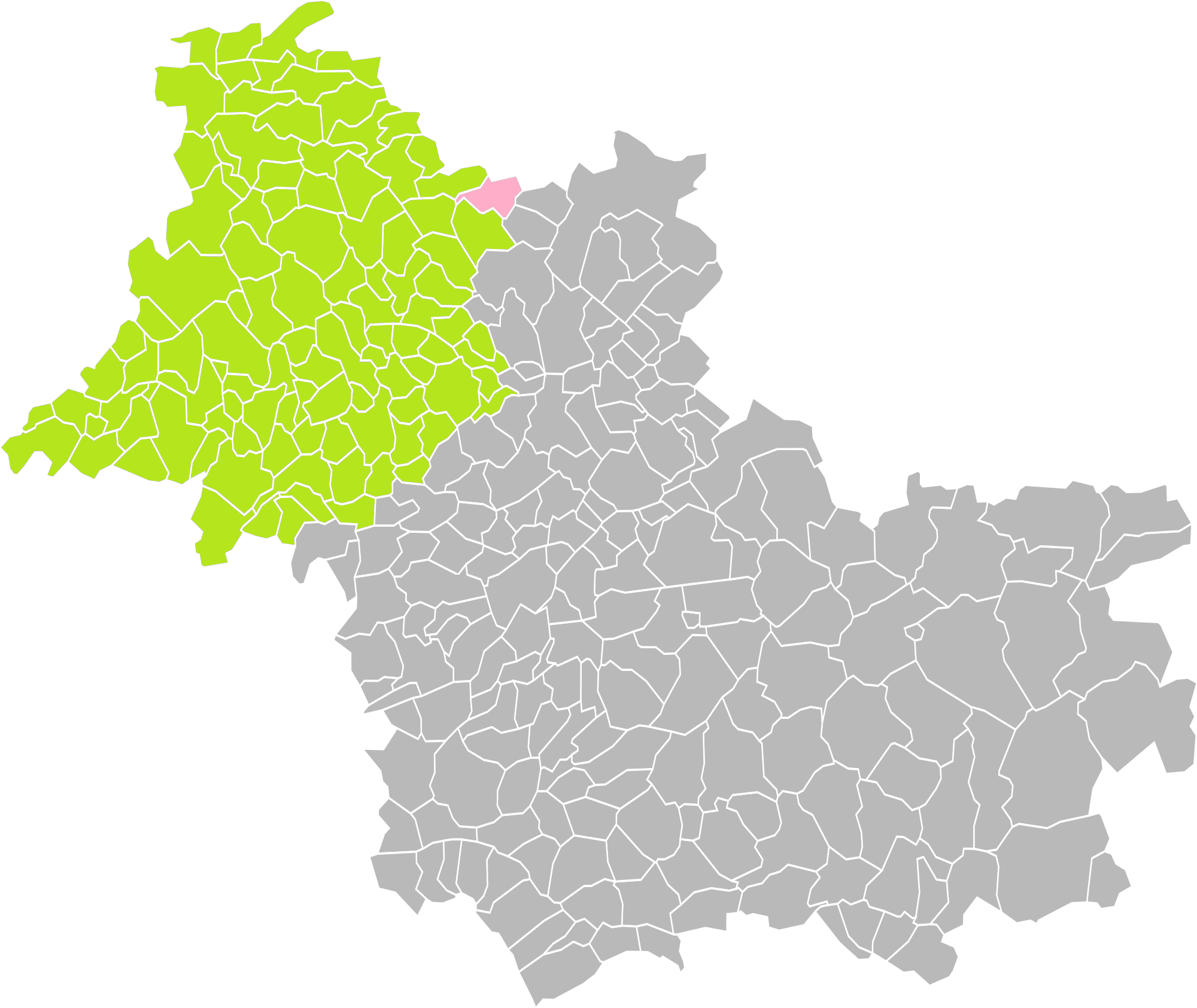
Brévainville dans l'arrondissement de Vendôme en 2016.
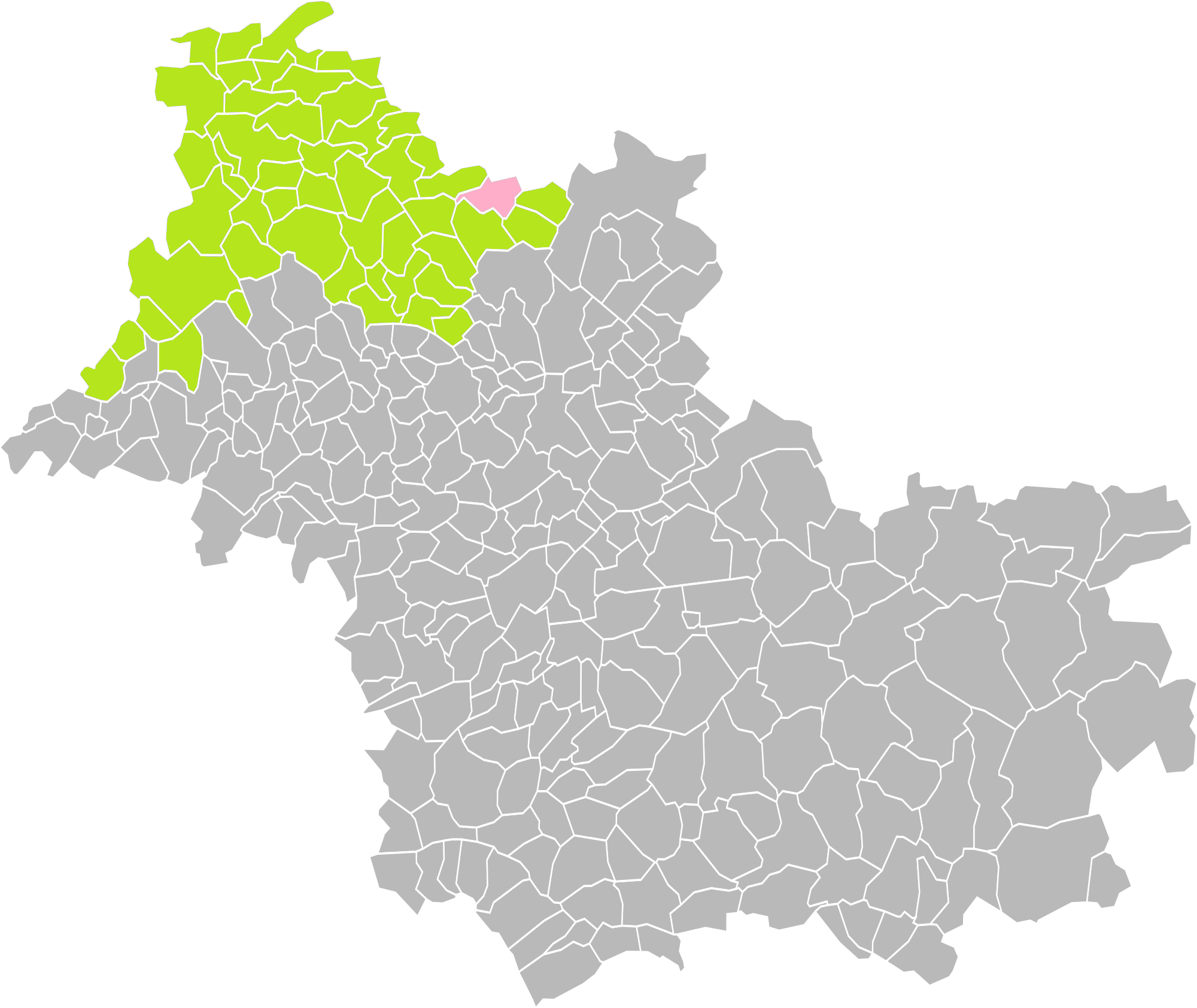
Brévainville dans le canton du Perche en 2016.

### Politique et administration municipale

#### Conseil municipal et maire
Le conseil municipal de Brévainville, commune de moins de 1 000 habitants, est élu au scrutin majoritaire plurinominal avec liste ouvertes et panachage. Le maire, à la fois agent de l'État et exécutif de la commune en tant que collectivité territoriale, est élu par le conseil municipal au scrutin secret lors de la première réunion du conseil suivant les élections municipales, pour un mandat de six ans, c'est-à-dire pour la durée du mandat du conseil.
| Période                                  | Période    | Identité            | Étiquette | Qualité                         |
| ---------------------------------------- | ---------- | ------------------- | --------- | ------------------------------- |
| 1983                                     | mars 2001  | Marie-Thérèse Viron | DVD       |                                 |
| mars 2001                                | avril 2014 | Marie-Claire Robert |           |                                 |
| mars 2014                                | En cours   | Dominique Brunet,   |           | Contremaître, agent de maîtrise |
| Les données manquantes sont à compléter. |            |                     |           |                                 |

## Équipements et services

### Eau et assainissement
L'organisation de la distribution de l'eau potable, de la collecte et du traitement des eaux usées et pluviales relève des communes. La compétence eau et assainissement des communes est un service public industriel et commercial (SPIC).

#### Alimentation en eau potable
Le service d'eau potable comporte trois grandes étapes : le captage, la potabilisation et la distribution d'une eau potable conforme aux normes de qualité fixées pour protéger la santé humaine. En 2019, la commune est membre du syndicat intercommunal d'adduction d'eau potable d'Ouzouer-Le-Doyen qui assure le service en le délégant à une entreprise privée, Saur dont le contrat arrive à échéance le 28 février 2022.

#### Assainissement des eaux usées
En 2019, la commune de Brévainville gère le service d'assainissement collectif en régie directe, c'est-à-dire avec ses propres personnels, avec le statut de régie à autonomie financière.
Une station de traitement des eaux usées est en service au 1er janvier 2019 sur le territoire communal : 
« Route de St Jean Froidmente », un équipement utilisant la technique des filtres plantés, dont la capacité est de 80 EH , mis en service le 5 novembre 2007.
L'assainissement non collectif (ANC) désigne les installations individuelles de traitement des eaux domestiques qui ne sont pas desservies par un réseau public de collecte des eaux usées et qui doivent en conséquence traiter elles-mêmes leurs eaux usées avant de les rejeter dans le milieu naturel. La communauté de communes du Perche et Haut Vendômois assure pour le compte de la commune le service public d'assainissement non collectif (SPANC), qui a pour mission de vérifier la bonne exécution des travaux de réalisation et de réhabilitation, ainsi que le bon fonctionnement et l'entretien des installations.

### Sécurité, justice et secours
La sécurité de la commune est assurée par la brigade de gendarmerie de Pezou qui dépend du groupement de gendarmerie départementale de Loir-et-Cher installé à Blois.
En matière de justice, Brévainville relève du conseil de prud'hommes de Blois, de la Cour d'appel d'Orléans (juridiction de Blois), de la Cour d'assises de Loir-et-Cher, du tribunal administratif de Blois, du tribunal de commerce de Blois et du tribunal judiciaire de Blois.

## Population et société

### Démographie

#### Évolution démographique
L'évolution du nombre d'habitants est connue à travers les recensements de la population effectués dans la commune depuis 1793. Pour les communes de moins de 10 000 habitants, une enquête de recensement portant sur toute la population est réalisée tous les cinq ans, les populations de référence des années intermédiaires étant quant à elles estimées par interpolation ou extrapolation. Pour la commune, le premier recensement exhaustif entrant dans le cadre du nouveau dispositif a été réalisé en 2006.

En 2022, la commune comptait 161 habitants, en évolution de −4,17 % par rapport à 2016 (Loir-et-Cher : −1,15 %, France hors Mayotte : +2,11 %).
| 1793 | 1800 | 1806 | 1821 | 1831 | 1836 | 1841 | 1846 | 1851 |
| ---- | ---- | ---- | ---- | ---- | ---- | ---- | ---- | ---- |
| 175  | 169  | 190  | 354  | 353  | 353  | 362  | 418  | 401  |

| 1856 | 1861 | 1866 | 1872 | 1876 | 1881 | 1886 | 1891 | 1896 |
| ---- | ---- | ---- | ---- | ---- | ---- | ---- | ---- | ---- |
| 421  | 402  | 407  | 386  | 375  | 354  | 336  | 368  | 389  |

| 1901 | 1906 | 1911 | 1921 | 1926 | 1931 | 1936 | 1946 | 1954 |
| ---- | ---- | ---- | ---- | ---- | ---- | ---- | ---- | ---- |
| 402  | 425  | 444  | 406  | 356  | 375  | 364  | 334  | 304  |

| 1962 | 1968 | 1975 | 1982 | 1990 | 1999 | 2006 | 2011 | 2016 |
| ---- | ---- | ---- | ---- | ---- | ---- | ---- | ---- | ---- |
| 299  | 256  | 247  | 206  | 188  | 163  | 172  | 171  | 168  |

| 2021 | 2022 | - | - | - | - | - | - | - |
| ---- | ---- | - | - | - | - | - | - | - |
| 165  | 161  | - | - | - | - | - | - | - |

#### Pyramide des âges
La population de la commune est relativement âgée.
En 2018, le taux de personnes d'un âge inférieur à 30 ans s'élève à 26,8 %, soit en dessous de la moyenne départementale (31,3 %). À l'inverse, le taux de personnes d'âge supérieur à 60 ans est de 34,0 % la même année, alors qu'il est de 31,6 % au niveau départemental.
En 2018, la commune comptait 88 hommes pour 85 femmes, soit un taux de 50,87 % d'hommes, largement supérieur au taux départemental (48,55 %).
Les pyramides des âges de la commune et du département s'établissent comme suit.
| Hommes | Classe d’âge | Femmes |
| ------ | ------------ | ------ |
| 1,2    | 90 ou +      | 3,6    |
| 14,1   | 75-89 ans    | 13,3   |
| 18,8   | 60-74 ans    | 16,9   |
| 23,5   | 45-59 ans    | 16,9   |
| 18,8   | 30-44 ans    | 19,3   |
| 14,1   | 15-29 ans    | 12,0   |
| 9,4    | 0-14 ans     | 18,1   |

| Hommes | Classe d’âge | Femmes |
| ------ | ------------ | ------ |
| 1,1    | 90 ou +      | 2,6    |
| 9,2    | 75-89 ans    | 11,9   |
| 19,7   | 60-74 ans    | 20,4   |
| 20,7   | 45-59 ans    | 20     |
| 16,5   | 30-44 ans    | 16,2   |
| 15,2   | 15-29 ans    | 13,2   |
| 17,6   | 0-14 ans     | 15,7   |

## Économie

### Secteurs d'activité
Le tableau ci-dessous détaille le nombre d'entreprises implantées à Brévainville selon leur secteur d'activité et le nombre de leurs salariés :
|                                                              | total | % com (% dep) | 0 salarié | 1 à 9 salarié(s) | 10 à 19 salariés | 20 à 49 salariés | 50 salariés ou plus |
| ------------------------------------------------------------ | ----- | ------------- | --------- | ---------------- | ---------------- | ---------------- | ------------------- |
| Ensemble                                                     | 31    | 100,0 (100)   | 24        | 7                | 0                | 0                | 0                   |
| Agriculture, sylviculture et pêche                           | 19    | 61,3 (11,8)   | 16        | 3                | 0                | 0                | 0                   |
| Industrie                                                    | 2     | 6,5 (6,5)     | 1         | 1                | 0                | 0                | 0                   |
| Construction                                                 | 2     | 6,5 (10,3)    | 0         | 2                | 0                | 0                | 0                   |
| Commerce, transports, services divers                        | 7     | 22,6 (57,9)   | 7         | 0                | 0                | 0                | 0                   |
| dont commerce et réparation automobile                       | 2     | 6,5 (17,5)    | 2         | 0                | 0                | 0                | 0                   |
| Administration publique, enseignement, santé, action sociale | 1     | 3,2 (13,5)    | 0         | 1                | 0                | 0                | 0                   |
| Champ : ensemble des activités.                              |       |               |           |                  |                  |                  |                     |

Le secteur agricole est important puisqu'il représente 61,3 % du nombre d'entreprises de la commune (19 sur 31), contre 11,8 % au niveau départemental. 
Sur les 31 entreprises implantées à Brévainville en 2016, 24 ne font appel à aucun salarié et 7 comptent 1 à 9 salariés.
Au 1er juillet 2017, la commune est classée en zone de revitalisation rurale (ZRR), un dispositif visant à aider le développement des territoires ruraux principalement à travers des mesures fiscales et sociales. Des mesures spécifiques en faveur du développement économique s'y appliquent également

### Agriculture
En 2010, l'orientation technico-économique de l'agriculture sur la commune est la culture de céréales et d'oléoprotéagineux (COP). Le département a perdu près d'un quart de ses exploitations en 10 ans, entre 2000 et 2010 (c'est le département de la région Centre-Val de Loire qui en compte le moins). Cette tendance se retrouve également au niveau de la commune où le nombre d'exploitations est passé de 23 en 1988 à 16 en 2000 puis à 16 en 2010. Parallèlement, la taille de ces exploitations augmente, passant de 73 ha en 1988 à 115 ha en 2010. 
Le tableau ci-dessous présente les principales caractéristiques des exploitations agricoles de Brévainville, observées sur une période de 22 ans : 
|                                      | 1988                 | 2000                 | 2010                 |
| Dimension économique                 | Dimension économique | Dimension économique | Dimension économique |
| ------------------------------------ | -------------------- | -------------------- | -------------------- |
| Nombre d'exploitations (u)           | 23                   | 16                   | 16                   |
| Travail (UTA)                        | 32                   | 19                   | 21                   |
| Surface agricole utilisée (ha)       | 1 681                | 1 721                | 1 836                |
| Cultures                             |                      |                      |                      |
| Terres labourables (ha)              | 1 668                | 1 721                | 1 823                |
| Céréales (ha)                        | 1170                 | 1140                 | 1158                 |
| dont blé tendre (ha)                 | 666                  | 631                  | 477                  |
| dont maïs-grain et maïs-semence (ha) | 153                  | 127                  | 113                  |
| Tournesol (ha)                       | 283                  | s                    | s                    |
| Colza et navette (ha)                | 71                   | 283                  | 427                  |
| Élevage                              |                      |                      |                      |
| Cheptel (UGBTA)                      | 333                  | 401                  | 585                  |

.

#### Produits labellisés
Le territoire de la commune est intégré aux aires de productions de divers produits bénéficiant d'une indication géographique protégée (IGP) : le vin Val-de-loire, les volailles de l’Orléanais et les volailles du Maine,.

## Culture locale et patrimoine

### Lieux et monuments

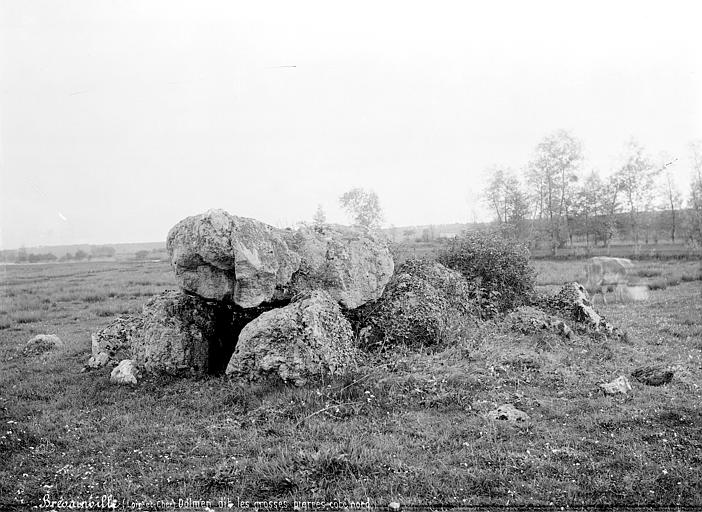
Dolmen des Grosses-Pierres.

- Dolmen des Grosses-Pierres : dolmen classé au titre des monuments historiques par liste en 1889[85].
- Église Saint-Claude de Brévainville.

### Héraldique
|  | Les armoiries de Brévainville se blasonnent ainsi : D'azur mantelé d'or, aux trois pommes de pin de l'un en l'autre ; au chef du premier chargé de sept besants du second ordonnés 4 et 3. Création J.P Fernon adoptée par délibération municipale du 8 octobre 1991. |